# Parallelverdrahtung
Die Parallelverdrahtung wird bzw. wurde zur Verbindung von Steuerungen mit Sensoren und Aktoren im Bereich der Automatisierungstechnik eingesetzt.
Dabei ist jedem Signal eine bestimmte Leitung fest zugeordnet. Das bedeutet, dass alle Signale jeweils eine separate Leitung benötigen.
Es können sowohl analoge als auch digitale Signale übertragen werden. In sicherheitskritischen Bereichen wird die Parallelverdrahtung auch heutzutage noch manchmal eingesetzt. Dabei überträgt man zusätzlich zu den Datensignalen Sicherheitssignale.

## Nachteile der Parallelverdrahtung gegenüber Feldbus-Systemen
Einige Feldbus-Typen wie beispielsweise das AS-Interface (ASi) bieten ebenfalls sichere Konzepte an. Bei steigender Anzahl der Bauelemente (Sensoren und Aktoren) in einem System mit Parallelverdrahtung können die Verbindungen rasch zu einem recht umfangreichen Kabelbaum heranwachsen. Seit den 80er Jahren wird deshalb immer häufiger von der Verwendung von Parallelverdrahtung abgesehen. Stattdessen werden oft Feldbusse verwendet, da diese einen geringeren Verkabelungsaufwand aufweisen und flexibler sind.
Hierbei kommt meist ein zweiadriges Kabel zum Einsatz. Dies führt oft zu geringeren Kosten als bei Parallelverdrahtung. Allerdings entstehen auch vermehrt Kosten für feldbusfähige Peripheriegeräte und deren Infrastruktur. 
Nachteile der Parallelverdrahtung in Stichpunkten:
- höhere Montagekosten
- höherer Montageaufwand
- hohes Schaltschrankvolumen
- geringe Flexibilität